# Formula 2 giapponese 1980
La stagione 1980 della Formula 2 giapponese fu corsa su 6 gare. La serie venne vinta dal pilota nipponico Masahiro Hasemi su March-BMW.

## La pre-stagione

### Calendario
| Gara | Nome                             | Circuito           | Giri | Lunghezza           | Data         |
| ---- | -------------------------------- | ------------------ | ---- | ------------------- | ------------ |
| 1    | Big 2&4 Race                     | Circuito di Suzuka | 30   | 30x6,000=180 km     | 9 marzo      |
| 2    | Nishinihon Formula Champion Race | Circuito di Mine   | 55   | 55x2,815=154,825 km | 20 aprile    |
| 3    | Suzuka Formula Japan             | Circuito di Suzuka | 30   | 30x6,000=180 km     | 25 maggio    |
| 4    | Suzuka Golden Trophy             | Circuito di Suzuka | 30   | 30x6,000=180 km     | 6 luglio     |
| 5    | Great 20 Racers                  | Circuito di Suzuka | 30   | 30x6,000=180 km     | 28 settembre |
| 6    | JAF Suzuka GP                    | Circuito di Suzuka | 35   | 35x6,000=210 km     | 3 novembre   |

- Tutte le corse sono disputate in Giappone.

## Piloti e team
| Team                      | Telaio                                    | Nr.   | Pilota              | Gare     |
| ------------------------- | ----------------------------------------- | ----- | ------------------- | -------- |
| Heroes Racing Corporation | March 802-BMW                             | 1     | Kazuyoshi Hoshino   | Tutte    |
| Heroes Racing Corporation | March 792-BMW                             | 2     | Toshio Suzuki       | 5        |
| Walter Wolf Racing Japan  | March 792-BMW                             | 2     | Masami Sekiya       |          |
| Walter Wolf Racing Japan  | March 802-BMW                             | 2     | Mike Thackwell      | 6        |
| Walter Wolf Racing Japan  | March 792-BMW                             | 3     | Tiff Needell        | 1        |
| Walter Wolf Racing Japan  | March 792-BMW                             | 3     | Patrick Nève        | 3        |
| Walter Wolf Racing Japan  | March 792-BMW                             | 3     | Rod Dougall         | 4        |
| Walter Wolf Racing Japan  | March 802-BMW                             | 3     | Patrick Gaillard    | 5        |
| Walter Wolf Racing Japan  | March 802-BMW                             | 3     | Teo Fabi            | 6        |
| Speed Star Wheel Racing   | March 792-BMW March 802-BMW               | 5     | Nahoiro Fujita      | Tutte    |
| Speed Star Wheel Racing   | March 782-BMW March 802-BMW               | 6     | Naoki Nagasaka      | Tutte    |
| Speed Star Wheel Racing   | March 802-BMW                             | 77    | Andrea De Cesaris   | 6        |
| Tomei Jidousya            | March 782- BMW March 802-BMW              | 7/24  | Keiji Takahashi     | 1-2, 5-6 |
| Le Mans Company           | March 792-BMW                             | 7     | Divina Galica       | 3        |
| Le Mans Company           | March 792-BMW                             | 7     | Patrick Gaillard    | 5        |
| Diatone Racing            | March 782-BMW                             | 7     | Tiff Needell        | 5        |
| Diatone Racing            | March 782-BMW March 792-BMW March 792-BMW | 8     | Keiji Matsumoto     | Tutte    |
| Harada Racing Company     | March 792-BMW                             | 7     | Huub Rothengatter   | 6        |
| Harada Racing Company     | Martini Mk 29-BMW                         | 25    | Tadao Wada          | 1        |
| Tomy Racing Team          | March 802-BMW                             | 11    | Masahiro Hasemi     | Tutte    |
| Royce Racing Team         | March 792-BMW                             | 12    | Kunimitsu Takahashi | 3-4      |
| Unico Racing              | AGS JH17-BMW                              | 12    | Richard Dallest     |          |
| S&A International Racing  | March 782-BMW March 792-BMW               | 15    | Masao Segawa        | 6        |
| Tombow Racing Team        | March 782-BMW March 792-BMW               | 20/80 | Toshio Motohashi    | 1, 3-6   |
| Richard Geck              | March 782-BMW                             | 23    | Richard Geck        | Tutte    |
| Suzuki Racing             | Toleman TG280-Hart                        | 25    | Kunimitsu Takahashi | 6        |
| Kengo Nakamoto            | March 792-BMW                             | 27    | Kengo Nakamoto      | 6        |
| I&I Racing Developments   | March 792-BMW                             | 37    | Satoru Nakajima     | 1, 3-6   |

## Risultati e classifiche

### Risultati
| Gara | Circuito | Tempo      | Velocità    | Pole position     | GPV               | Vincitore         | Vettura   |
| ---- | -------- | ---------- | ----------- | ----------------- | ----------------- | ----------------- | --------- |
| 1    | Suzuka   | 1'06:59.22 | 161,23 km/h | Kazuyoshi Hoshino | Satoru Nakajima   | Satoru Nakajima   | March-BMW |
| 2    | Mine     | 1'03:53.4  | 145,40 km/h | Masahiro Hasemi   | Masahiro Hasemi   | Masahiro Hasemi   | March-BMW |
| 3    | Suzuka   | 1'10:54.52 | 152,31 km/h | Kazuyoshi Hoshino | Masahiro Hasemi   | Satoru Nakajima   | March-BMW |
| 4    | Suzuka   | 58:16.34   | 185,34 km/h | Kazuyoshi Hoshino | Nahoiro Fujita    | Masahiro Hasemi   | March-BMW |
| 5    | Suzuka   | 57:54.85   | 187,56 km/h | Satoru Nakajima   | Kanji Takahashi   | Kenji Matsumoto   | March-BMW |
| 6    | Suzuka   | 1'06:37.01 | 189,14 km/h | Masahiro Hasemi   | Kazuyoshi Hoshino | Kazuyoshi Hoshino | March-BMW |

### Classifica piloti
I punti sono assegnati secondo lo schema seguente:
| Sistema di punteggio | Sistema di punteggio | Sistema di punteggio | Sistema di punteggio | Sistema di punteggio | Sistema di punteggio | Sistema di punteggio | Sistema di punteggio | Sistema di punteggio | Sistema di punteggio | Sistema di punteggio |
| Posizione            | 1º                   | 2º                   | 3º                   | 4º                   | 5º                   | 6º                   | 7º                   | 8º                   | 9º                   | 10º                  |
| -------------------- | -------------------- | -------------------- | -------------------- | -------------------- | -------------------- | -------------------- | -------------------- | -------------------- | -------------------- | -------------------- |
| Gara 1               | 15                   | 12                   | 10                   | 8                    | 6                    | 4                    |                      |                      |                      |                      |
| Gara 2               | 12                   | 10                   | 8                    |                      |                      |                      |                      |                      |                      |                      |
| altre gare           | 20                   | 15                   | 12                   | 10                   | 8                    | 6                    | 4                    | 3                    | 2                    | 1                    |

Contano i 5 migliori risultati.
| Pos | Pilota              | 2&4 | NIH | SFJ | SGT | GRT | SUZ | Punti validi |
| --- | ------------------- | --- | --- | --- | --- | --- | --- | ------------ |
| 1   | Masahiro Hasemi     | 2   | 1   | 2   | 1   | 5   | 3   | 71 (79)      |
| 2   | Kazuyoshi Hoshino   | 3   | 2   | 4   | Rit | 2   | 1   | 65           |
| 3   | Satoru Nakajima     | 1   |     | 1   | 3   | 6   | 6   | 59           |
| 4   | Keiji Matsumoto     | 6   | 3   | Rit | Rit | 1   | 4   | 42           |
| 5   | Nahoiro Fujita      | Rit | Rit | 9   | 2   | 3   | 5   | 37           |
| 6   | Naoki Nagasaka      | NC  | 4   | 5   | 4   | 4   | Rit | 28           |
| 7   | Richard Geck        | 7   | 5   | 3   | 7   | Rit | 10  | 17           |
| 8   | Mike Thackwell      |     |     |     |     |     | 2   | 15           |
| 9   | Patrick Gaillard    |     |     |     | 5   | 7   |     | 12           |
| 10  | Tiff Needell        | 4   |     |     |     | 8   |     | 11           |
| 11  | Toshio Motohashi    | Rit |     | 8   | 8   | 9   | 11  | 8            |
| 12  | Kenji Takahashi     | 5   | NP  |     |     | 10  | Rit | 7            |
| 13  | Patrick Nève        |     |     | 6   |     |     |     | 6            |
| 13  | Rod Dougall         |     |     |     | 6   |     |     | 6            |
| 15  | Divina Galica       |     |     | 7   |     |     |     | 4            |
| 15  | Kunimitsu Takahashi |     |     | Rit | Rit |     | 7   | 4            |
| 17  | Teo Fabi            |     |     |     |     |     | 8   | 3            |
| 18  | Huub Rothengatter   |     |     |     |     |     | 9   | 2            |
|     | Toshio Suzuki       |     |     |     |     | Rit |     | -            |
|     | Kengo Nakamoto      |     |     |     |     | Rit |     | -            |
|     | Masao Segawa        |     |     |     |     |     | Rit | -            |
|     | Andrea De Cesaris   |     |     |     |     |     | Rit | -            |
|     | Takao Wada          | NP  |     |     |     |     |     | -            |
| Pos | Pilota              | 2&4 | NIH | SFJ | SGT | GRT | SUZ | Punti validi |

| Colore  | Risultato             |
| ------- | --------------------- |
| Oro     | Vincitore             |
| Argento | 2º posto              |
| Bronzo  | 3º posto              |
| Verde   | Finito a punti        |
| Blu     | Finito senza punti    |
| Viola   | Ritirato (Rit)        |
| Viola   | Non classificato (NC) |
| Rosso   | Non qualificato (NQ)  |
| Nero    | Squalificato (SQ)     |
| Bianco  | Non partito (NP)      |
| Bianco  | Non ha gareggiato     |
| Bianco  | Infortunato (INF)     |
| Bianco  | Escluso (ES)          |
| Bianco  | Gara cancellata (C)   |